# Opava (Veľký Krtíš)
Opava es un municipio del distrito de Veľký Krtíš en la región de Banská Bystrica, Eslovaquia, con una población estimada a final del año 2024 de 110 habitantes.
Se encuentra ubicado al suroeste de la región, en la cuenca hidrográfica del río Ipoly —un afluente izquierdo del Danubio— y cerca de la frontera con la región de Nitra y con Hungría.

## Demografía
| Año        | 1994 | 2004 | 2014 | 2024     |
| ---------- | ---- | ---- | ---- | -------- |
| Población  | 125  | 120  | 126  | 110      |
| Diferencia |      | −4 % | +5 % | −12,69 % |

| Año        | 2023 | 2024    |
| ---------- | ---- | ------- |
| Población  | 111  | 110     |
| Diferencia |      | −0,90 % |